# Шурчак
Шурчак — река в России, протекает по Кемеровскому району Кемеровской области. Устье реки находится в 51 км по левому берегу реки Большая Промышленная. Длина реки составляет 10 км.

## Данные водного реестра
По данным государственного водного реестра России относится к Верхнеобскому бассейновому округу, водохозяйственный участок реки — Томь от города Новокузнецк до города Кемерово, речной подбассейн реки — Томь. Речной бассейн реки — (Верхняя) Обь до впадения Иртыша.